# Chapelle Saint-Firmin de Saint-Martin-Saint-Firmin
La chapelle Saint-Firmin est un édifice religieux situé à Saint-Martin-Saint-Firmin, dans le département de l'Eure en Normandie. L'édifice et un bassin extérieur sont inscrits au titre des monuments historiques en 1994 .

## Localisation
La chapelle Saint-Firmin se situe sur le territoire de la commune de Saint-Martin-Saint-Firmin, dans le nord-ouest du département de l'Eure, au sein de la région naturelle du Lieuvin. Elle se niche au cœur de la vallée de la Véronne, un affluent de la Risle.

## Histoire

### Création
L'acte de fondation de la chapelle Saint-Firmin n'est pas connu. Toutefois, plusieurs éléments attestent de son existence dès le XVIIe siècle. En effet, elle est mentionnée dans le testament daté de 1635 d'Alexandre Desperrois, curé de Saint-Martin-le-Vieil et titulaire de la chapelle Saint-Firmin et la déclaration des biens et revenus de l'abbaye de Saint-Pierre des Préaux datant de 1692.
Deux autres éléments tendent à attester l'existence de la chapelle dès le début du XVIIe siècle : la cloche, qui date de 1628 et un vitrail, qui pourrait dater de 1605.

### Époque contemporaine
En 1994, la chapelle Saint-Firmin devient une propriété privée. Son nouveau propriétaire, Gilles Gazeau, lance d'importants travaux afin de restaurer l'édifice et lui redonner, ainsi, son éclat d'antan. Aujourd'hui, l'édifice est destiné à la location dans le cadre d'événements professionnels, culturels ou festifs.

## Architecture
D'une superficie de 85 m2 , cette chapelle est composée d'un édifice de plan rectangulaire construit en pans de bois, à nef unique fermée du côté chœur par un mur plat. La toiture est en petites tuiles ; le clocher est couvert d'ardoises et de bois. Sa structure intérieure est formée de huit travées inégales.

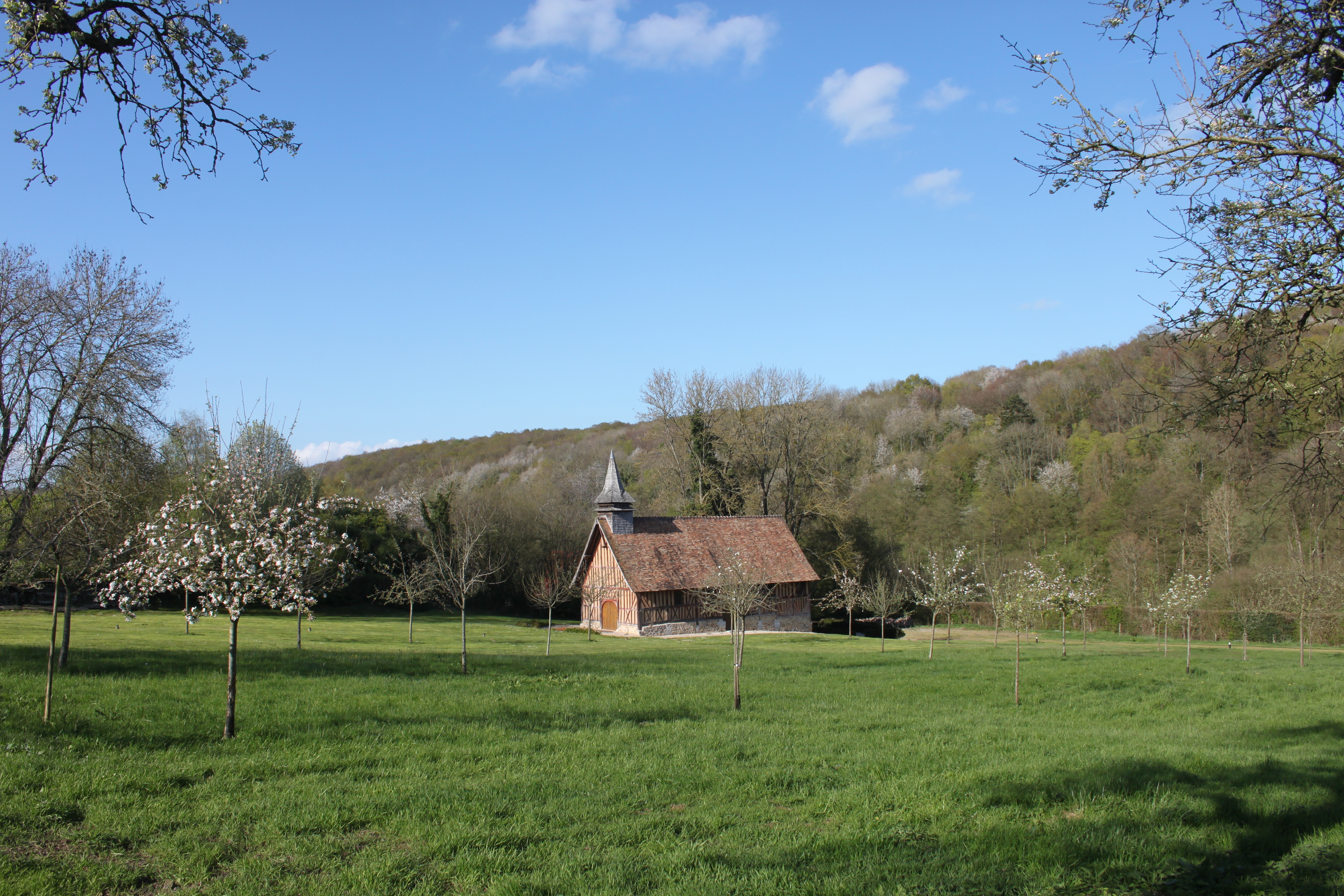
La chapelle et sa cour plantée de pommiers

## Protection
La chapelle Saint-Firmin, avec le bassin situé à l'extérieur, à l'est du chœur, est inscrite au titre des monuments historiques par arrêté du 26 octobre 1994.
Par ailleurs, l'ensemble formé par la chapelle et sa cour plantée de pommiers fait l'objet d'un classement au titre des sites protégés par arrêté du 25 mai 1926.